# Borgholm
För andra betydelser, se Borgholm (olika betydelser).
Borgholm är en tätort och centralort i Borgholms kommun, på Öland i Kalmar län.
Borgholm är en populär turistort, och dess befolkning ökar kraftigt under sommarmånaderna.

## Historik
I Köpingsvik låg under vikingatiden en marknadsplats med anor från 700-talet. Kalmarsund är här cirka tio kilometer brett och har i århundraden utgjort farleden upp i Östersjön. Man kunde tidigt se när fienden nalkades, varför här byggdes olika befästningsanläggningar. Borgholms slott strax utanför tätorten brann ner 1806 och har sedan dess stått som en ruin.
Namnet Borgholm finns dokumenterat hittas från 1280-talet. Förleden Borg- anses syfta på den gamla fornborgen som antas ha legat på slottsruinens plats, men syftar enligt en annan tolkning på platsens iögonfallande topografi. Betydelsen skulle då bli att berg- är den riktiga tolkningen, och stöd för detta hittas bland annat i gotländskan, där borg kan betyda strandbacke eller hög sandås, samt att berg-betydelsen varit väl spridd över hela det östnordiska området.
De äldsta beläggen avser det medeltida slott, som fanns på platsen. Det äldsta belägget är ett brev utfärdat av Magnus Birgersson på slottet. Borgholms slott var beläget i Borgs socken, vars sockenkyrka var belägen intill slottet, och äldsta bevarade delar härrör från början av 1100-talet. Borgholms dåvarande slott förstördes i samband med att Sören Norby belägrar borgen 1520 och därefter förvandlas Borgholm till en kungsgård. Borgs socken upplöstes senast i början av Gustav Vasas regering och slogs samman med Räpplinge. Kyrkan sprängdes i samband med Kalmarkriget. Borgholm fortsatte dock att fungera som fiskeläge och hamn för överfart mellan Öland och fastlandet, hamnen har tidigare gått under namnet Borghamn.
År 1620 fick Borgehamn rättigheter som lydköping under Kalmar stad. Under fästningsbyggeriets tid under Karl X Gustavs regering upplevde Borgholm en vist blomstring, men vid tiden för utfärdandet av stadsprivilegierna för Borgholm hade Borgehamns köping endast ett 30-tal invånare, inom det som kom att bli stadens område fanns då endast tre gårdar och fyra inhysesstugor. År 1816 bildades Borgholms stad, den enda på Öland och en liten stad sett ur ett riksperspektiv med endast 109 invånare 1821. En ny hamn uppfördes 1855–1857, och 1864 blev Borgholm kurort vilket innebar ett visst uppsving för staden. Luften på Öland och särskilt i Borgholm ansågs välgörande, och välbeställda gäster strömmade till från övriga Sverige, ofta via båt. Det fanns förbindelse mellan Stockholm, via Borgholm till Hamburg. Under denna tid byggdes många vackra villor och även hotell. År 1851 fanns 545 invånare och 1901 926 invånare.
År 1906 öppnades Borgholm–Böda Järnväg och 1910 även Södra Ölands Järnväg mot Mörbylånga och Ottenby. Järnvägen lades ned 1961. Vid sekelskiftet 1900 började även turismen ta fart, speciellt efter det att kungafamiljens residens Solliden färdigställts. Sedan Ölandsbron invigdes 1972 har orten alltmer blivit en utpendlarort mot Kalmar.

### Administrativa tillhörigheter
Borgholms stad som omfattade orten bildades 1816 och ombildades till en stadskommun vid kommunreformen 1862. Stadskommunen utökades 1946 med inkorporering av området mellan landborgen mellan slottsruinen och staden, den så kallade Åkerhagen. År 1969 inkorporerades även kringliggande områden och ortens bebyggelse omfattade därefter bara en mindre det av stadskommunens yta. År 1971 uppgick Borgholms stad i Borgholms kommun och orten är sedan dess centralort i kommunen.
Borgholm hör till Borgholms församling.
Orten ingick i till 1943 i Ölands norra mots tingslag därefter till 1969 i Ölands domsagas tingslag och sedan till 1971 i Möre och Ölands domsagas tingslag. Från 1971 till 1983 ingick orten i Möre och Ölands domsaga och ingår sedan 1983 i Kalmar domsaga.

### Befolkningsutveckling
| Befolkningsutvecklingen i Borgholm 1945–2020                                               | Befolkningsutvecklingen i Borgholm 1945–2020 | Befolkningsutvecklingen i Borgholm 1945–2020 | Befolkningsutvecklingen i Borgholm 1945–2020 | Befolkningsutvecklingen i Borgholm 1945–2020 |
| ------------------------------------------------------------------------------------------ | -------------------------------------------- | -------------------------------------------- | -------------------------------------------- | -------------------------------------------- |
|                                                                                            |                                              |                                              |                                              |                                              |
| År                                                                                         |                                              |                                              | Folkmängd                                    | Areal (ha)                                   |
| 1960                                                                                       | 1960                                         |                                              | 2 487                                        |                                              |
| 1965                                                                                       | 1965                                         |                                              | 2 453                                        |                                              |
| 1970                                                                                       | 1970                                         |                                              | 2 424                                        |                                              |
| 1975                                                                                       | 1975                                         |                                              | 2 789                                        |                                              |
| 1980                                                                                       | 1980                                         |                                              | 3 000                                        |                                              |
| 1990                                                                                       | 1990                                         |                                              | 3 169                                        | 260                                          |
| 1995                                                                                       | 1995                                         |                                              | 3 279                                        | 262                                          |
| 2000                                                                                       | 2000                                         |                                              | 3 192                                        | 254                                          |
| 2005                                                                                       | 2005                                         |                                              | 3 093                                        | 256                                          |
| 2010                                                                                       | 2010                                         |                                              | 3 071                                        | 256                                          |
| 2015                                                                                       | 2015                                         |                                              | 4 344                                        | 964                                          |
| 2020                                                                                       | 2020                                         |                                              | 4 401                                        | 968                                          |
| Anm.: Sammanvuxen med Björkviken, Furuhäll, Blårör och Solbergamarken och Köpingsvik 2015. |                                              |                                              |                                              |                                              |

## Stadsbild

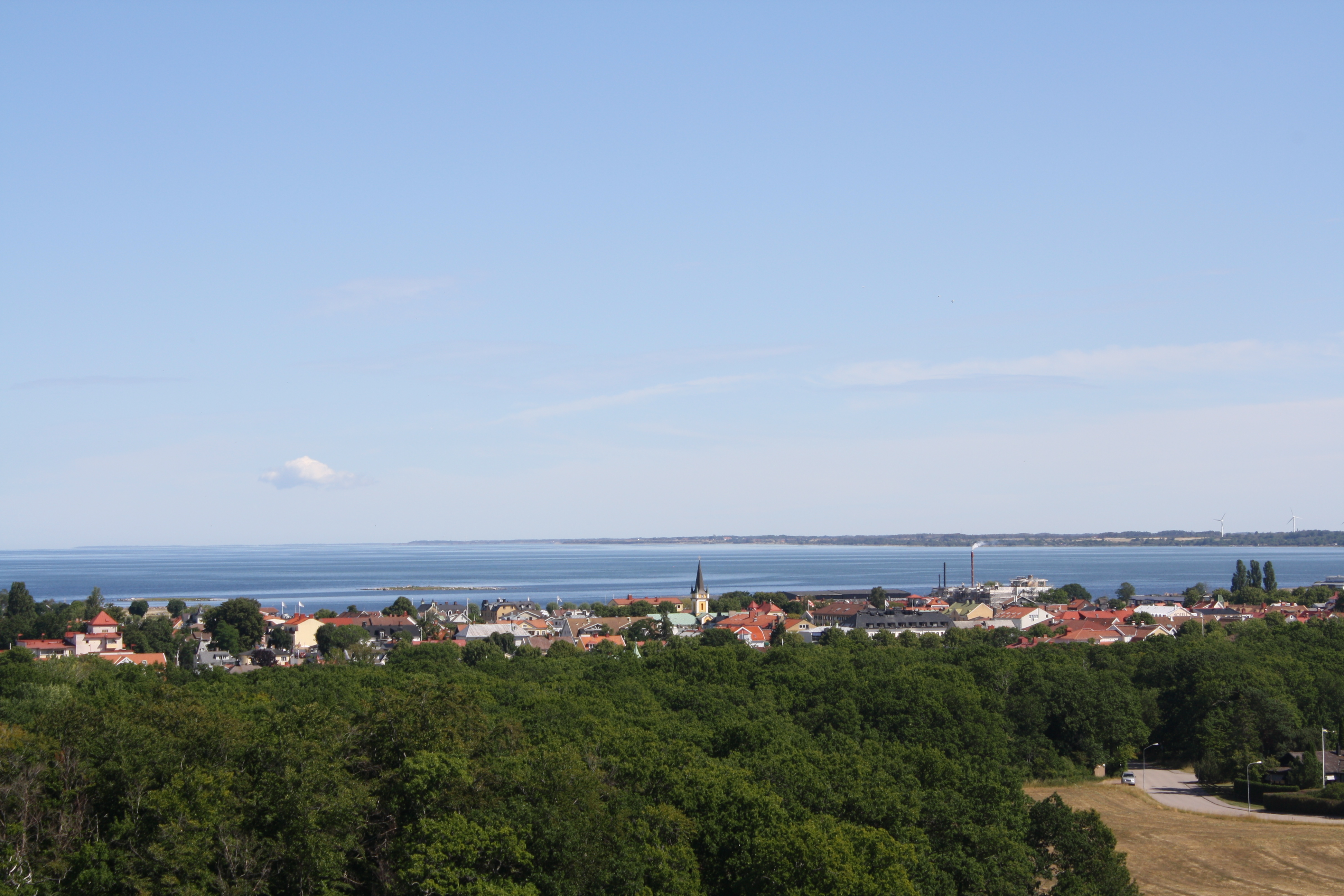
Utsikt över Borgholm från slottsruinen.

Staden har ett rutformat gatunät med Storgatan som går igenom samhället från Societetsparken vid hamnen i väster till trafikljusen vid länsväg 136 i öster. Vid Torget i centrum finns Stadshuset/kommunhuset på ena sidan (uppfört 1943 som kombinerat stadshus och tingshus för Ölands domsaga), och kyrkan på den andra (uppförd 1872–79 som kombinerad kyrko- och skolbyggnad). Öster om torget ligger Hotell Borgholm. Vid hamnen i Borgholm finns hotellet Strand Hotell, en stor gästhamn, några restauranger samt grönområdena Societetsparken och Beckmans Park. Sjöstugan en bit norr om stadskärnan är den största badplatsen.

## Näringsliv

### Bankväsende
Borgholms sparbank grundades 1832 och uppgick år 1977 i Ölands sparbank. Den ombildades år 1998 till Ölands bank när den slogs ihop med Föreningsbankens tidigare verksamhet på ön.
Kalmar enskilda bank etablerade ett kontor i Borgholm på 1860-talet. Denna bank uppgick 1906 i Bankaktiebolaget Södra Sverige som senare blev Svenska Handelsbanken. År 1916 öppnade Skånska handelsbanken kontor i Borgholm. Denna bank uppgick snart i Skandinaviska kreditaktiebolaget. Skandinaviska banken drog in sitt kontor senare under 1900-talet, men Handelsbanken finns kvar i staden jämte Ölands bank.

## Utbildning
Borgholm har en högstadieskola som heter Slottsskolan. Skolan ligger nära slottsskogen, och därför också i närheten av Borgholms slottsruin, därav namnet Slottsskolan. Skolan hade 2009 närmare 300 elever. Låg- och mellanstadieskolan heter Viktoriaskolan efter  drottning Viktoria, som även står staty på Alvaret, nära hennes skapelse Sollidens slott  söder om staden. I Borgholm finns även Ölands Gymnasium. Skolan har bland annat restaurang- och livsmedelsprogram och hotell- och turismprogram. De tre skolorna, liksom förskolan Skogsbrynet, ligger mycket nära varandra.

## Sport
Ölands äldsta och största idrottsförening heter IFK Borgholm. Den bildades 1906 och bedriver verksamhet inom flera idrottsgrenar. Borgholm har även en klassisk tennisklubb samt det relativt framgångsrika innebandylaget Borgholms IBK. 

## Bildgalleri

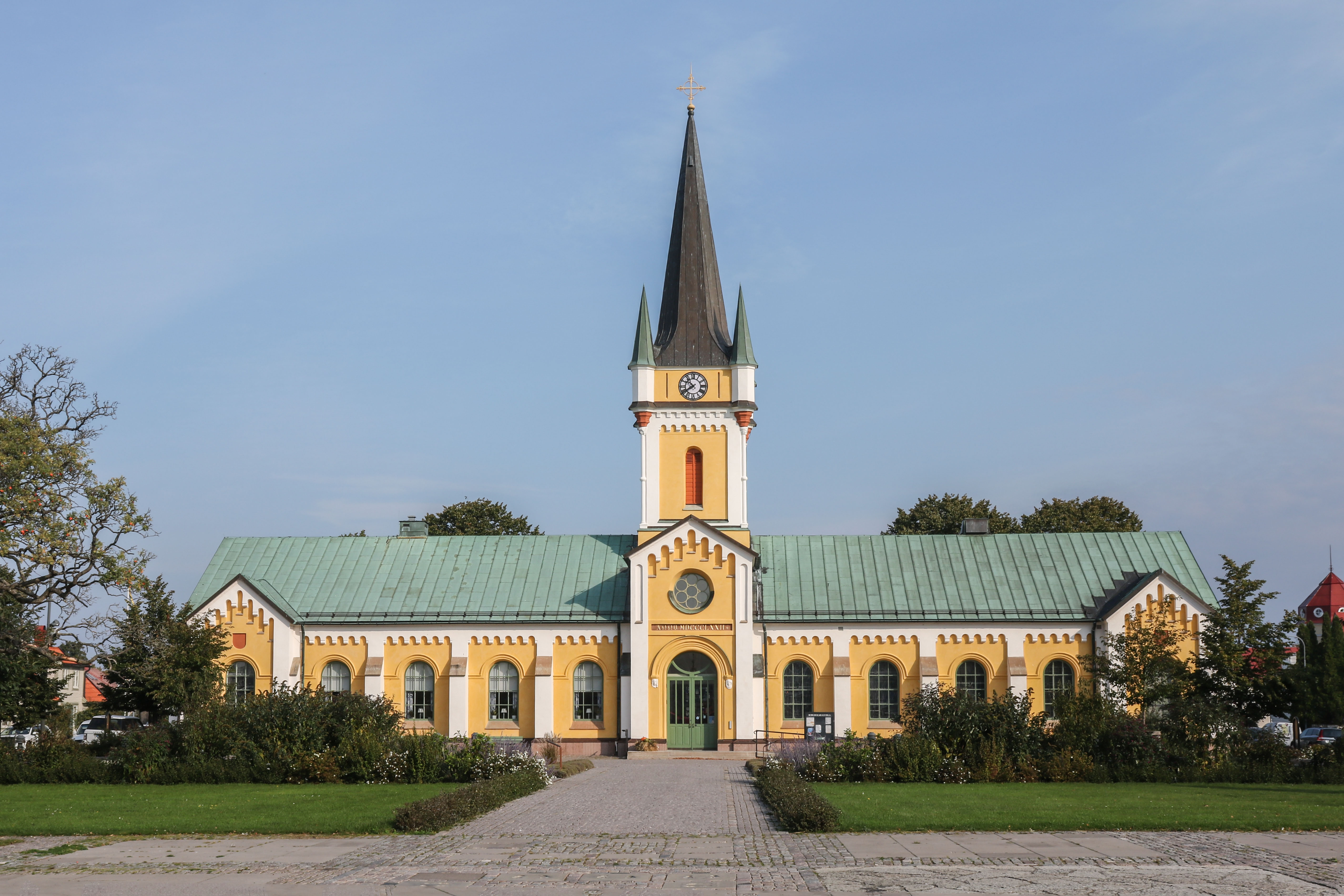
Borgholms kyrka
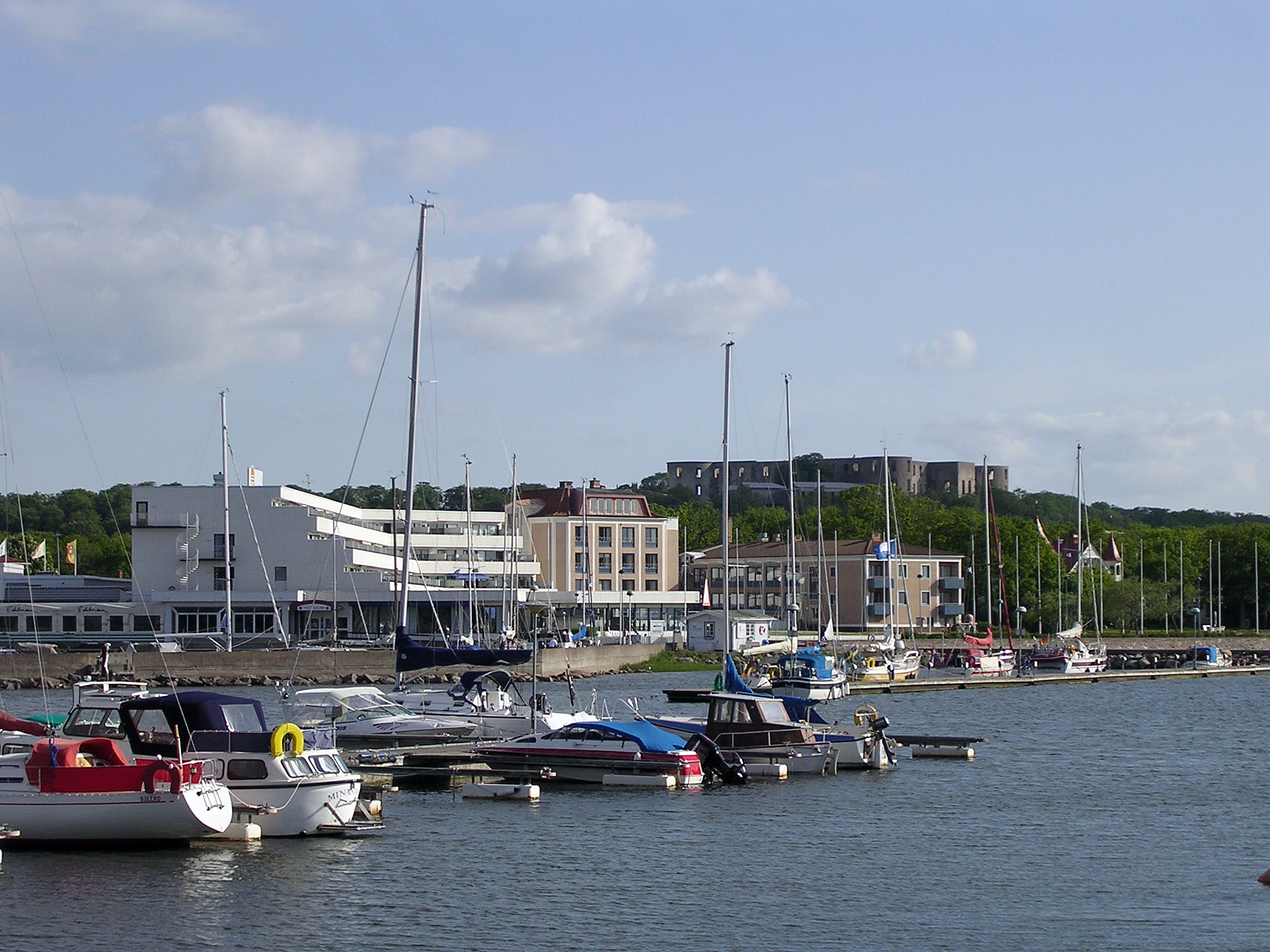
Strand hotel med Borgholms slottsruin
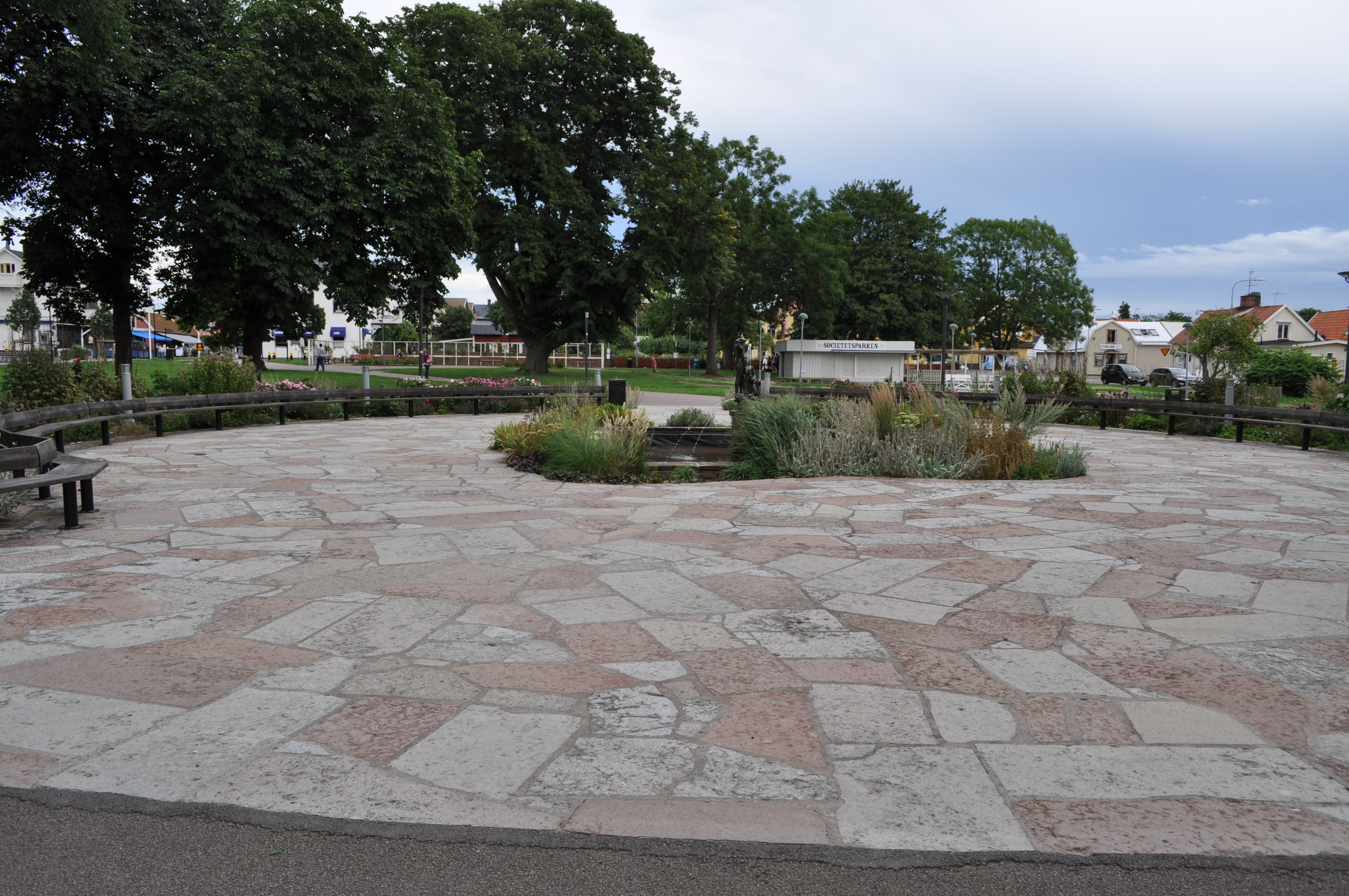
Societetsparken vid hamnen i Borgholm
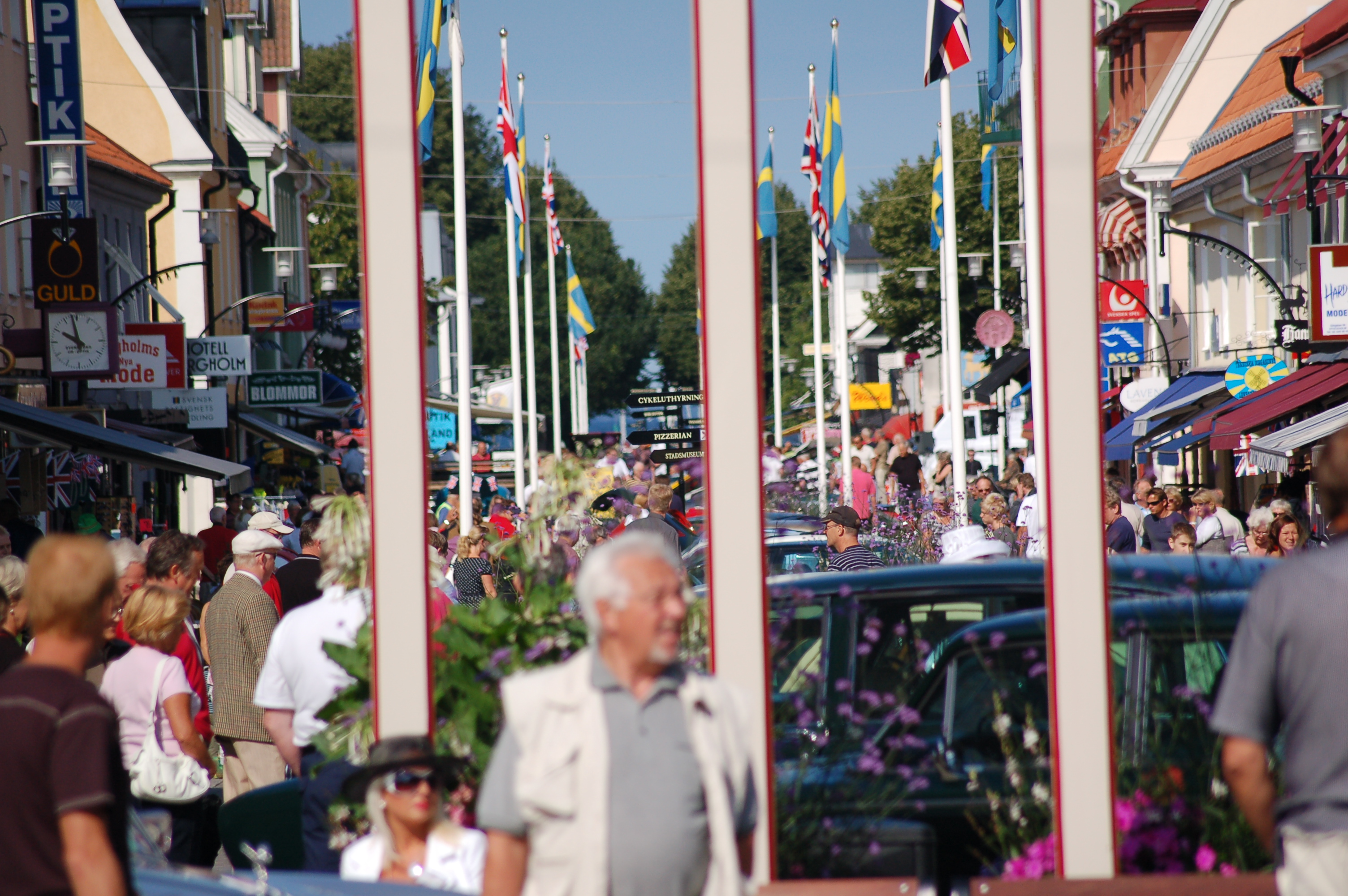
Storgatan, Borgholm
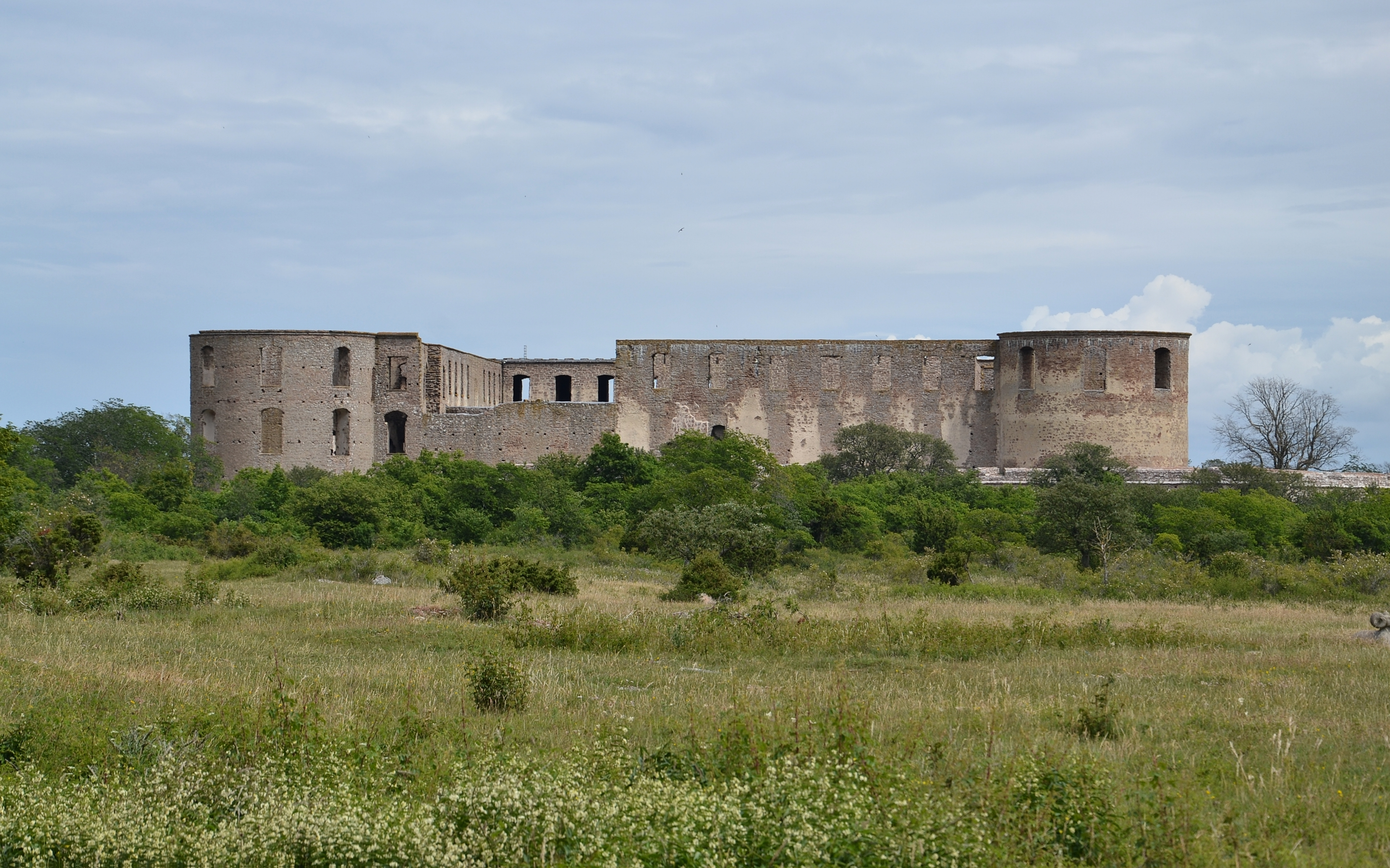
Borgholms slottsruin
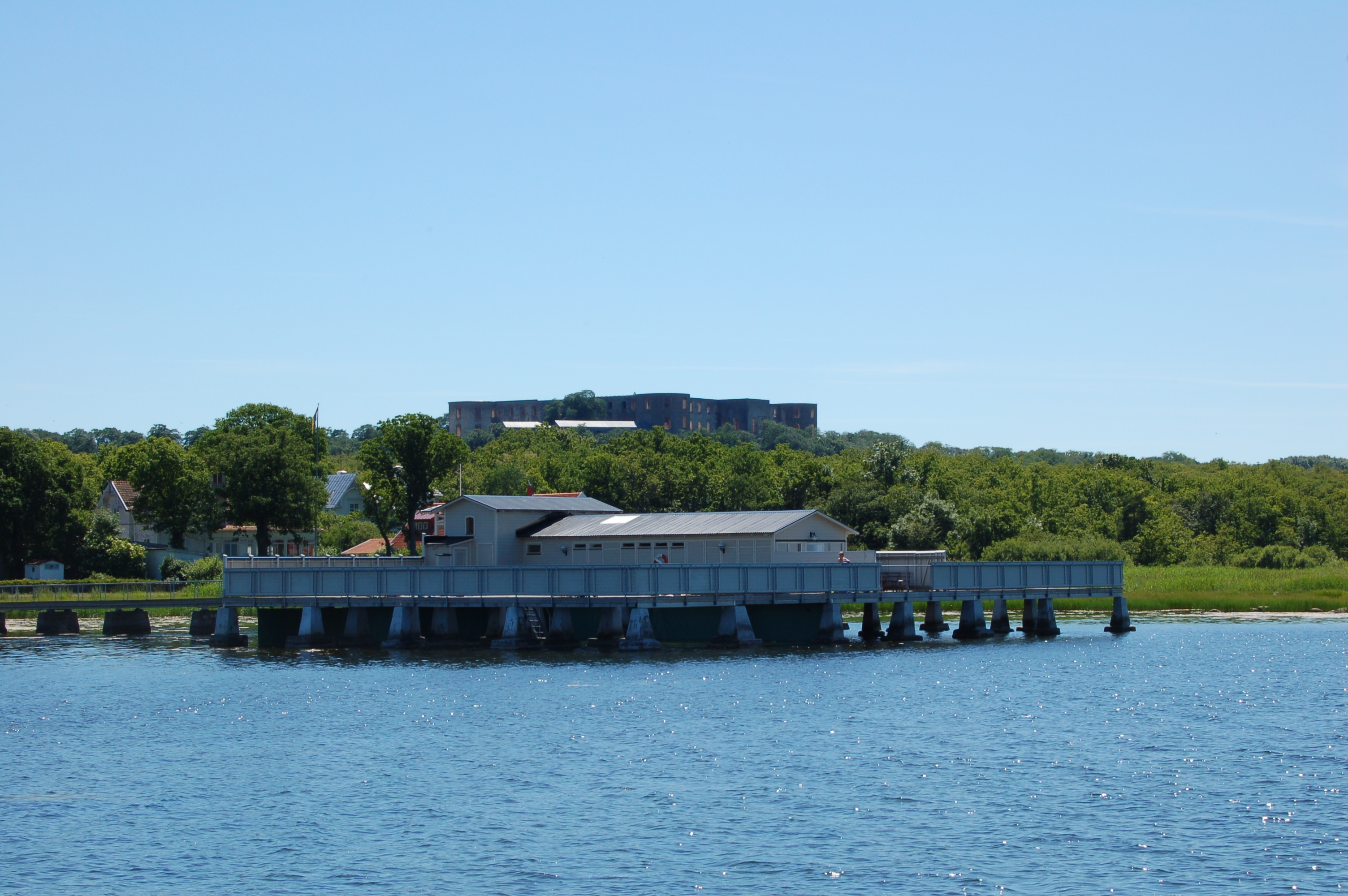
Borgholms kallbadhus med Borgholms slottsruin uppe på västra landborgen i bakgrunden
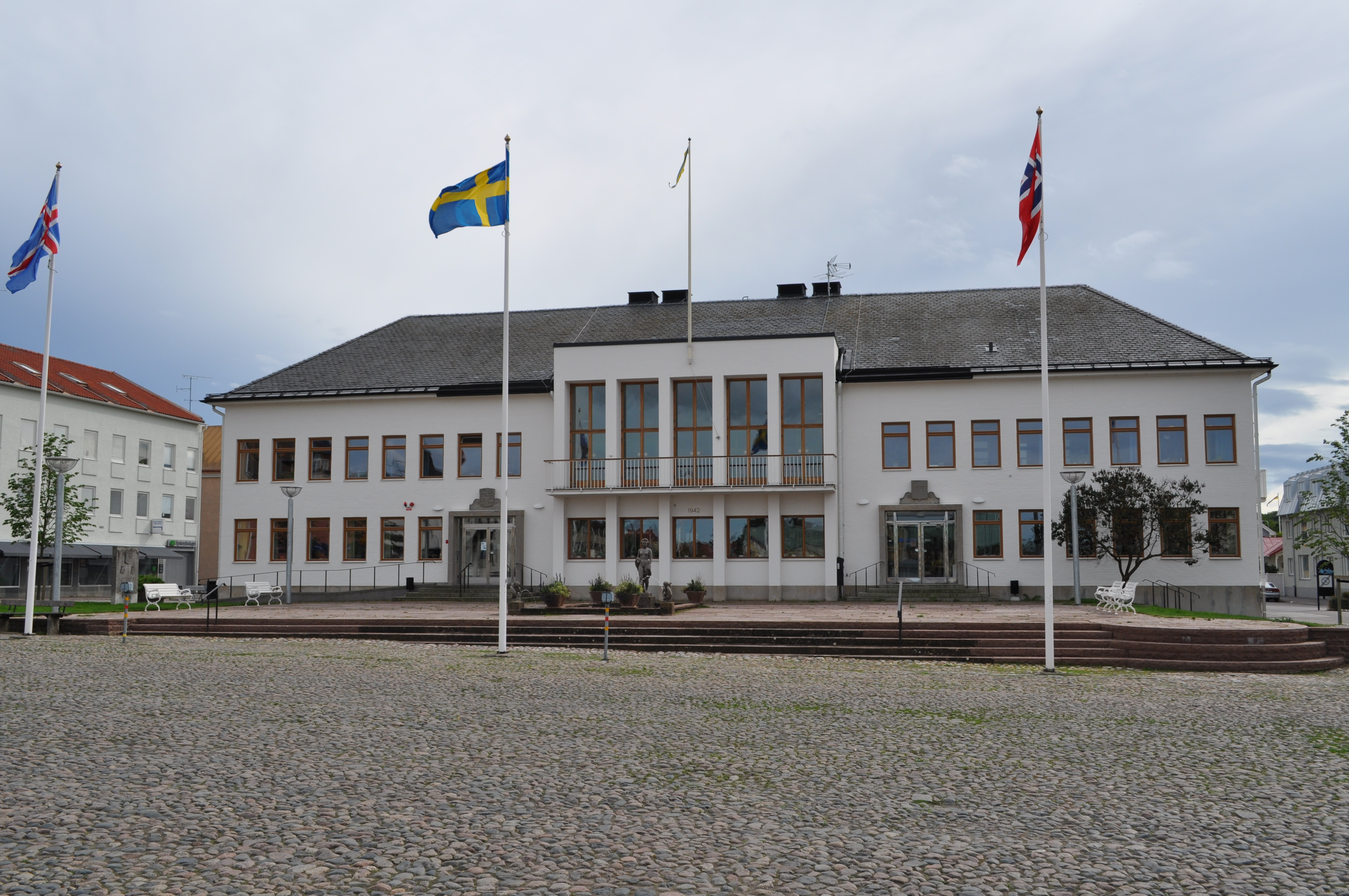
Stadshuset från 1942, ritat av Gösta Gerdsiö

## Personer från Borgholm
- Tommy "Slim" Borgudd, racerförare och musiker
- Per Hallberg, ljudingenjör och Oscarsvinnare.

Se även Kategori:Personer från Borgholm.